# Проблем 2000
Проблем 2000 е събитие в историята на информационните технологии, което се отнася до потенциални компютърни грешки, свързани с форматирането и съхранението на календарни данни за дати във и след 2000 г. Много програми представят четирицифрени години само с последните две цифри (напр. „97“ за изобразяване на 1997 година), което прави годината 2000 неразличима от 1900. Смята се, че неспособността на компютърните системи да разграничават правилно датите има потенциала да срине световните инфраструктури за разчитащите на компютър индустрии.
В годините, водещи до началото на хилядолетието, обществеността постепенно започва да осъзнава „проблем 2000“ и отделни компании прогнозират, че глобалните щети, причинени от грешката, ще изискват между 400 милиона и 600 милиарда щатски долара за отстраняване. Липсата на яснота по отношение на потенциалните опасности от грешката кара някои да се запасят с храна, вода и огнестрелни оръжия, да закупят резервни генератори и да изтеглят големи суми пари в очакване на компютърно предизвикан апокалипсис.
Противно на публикуваните очаквания, през 2000 г. възникват малко на брой значими грешки. Поддръжниците на усилията за преодоляване на Проблем 2000 твърдят, че това се дължи главно на превантивните действия на много компютърни програмисти и експерти по информационни технологии. Фирми и организации в някои страни превантивно са проверили, поправили и надстроили своите компютърни системи, за да се справят с проблема. Действащият президент на САЩ Бил Клинтън, който организира усилия за минимизиране на щетите в Съединените щати, нарича Проблем 2000 „първото успешно посрещнато предизвикателство на 21-ви век“, а ретроспекциите на събитието обикновено възхваляват програмистите, които са работили за предотвратяване на очаквано бедствие.
Критиците твърдят, че дори в страни, където е направено много малко за коригиране на софтуера, проблемите са минимални. Същото важи и за сектори като училища и малки предприятия, където спазването на политиките за Проблем 2000 е в най-добрия случай неравномерно.